# أحمد ذو الفقار باشا
أحمد ذو الفقار باشا (1862 - 1942) هو سياسي مصري، شغل منصب وزير الحقانية أكثر من أربع مرات خلال العهد الملكي

## حياته ونشأته
ولد في الإسكندرية سنة 1862، الموافق سنة 1277 هـ ، ووالده أحمد علي ذو الفقار باشا أحد وزراء مصر السابقين، الذين اشتهروا بالنزاهة والاستقامة والجد والكفاءة، درس الحقوق من جامعة باريس ونبغ فيه، ونال شهادة الليسانس، ويتقن اللغات الإنجليزية والفرنسية والتركية.

## مناصب[1]
- مساعد بالنيابة المختلطة بتاريخ 21 يناير سنة 1892.
- في يوليو سنة 1894 عين قاضيًا من الدرجة الثالثة بمحكمة أسيوط الأهلية، وفي 18 مارس سنة 1896 نقل لمحكمة مصر الأهلية، ورقي لدرجة قاض من الدرجة الثانية في 26 مارس سنة 1900، ونقل لمحكمة أسيوط وبتاريخ 16 مايو سنة 1901 نقل لمحكمة طنطا، وفي يناير سنة 1902 رقي للدرجة الأولى، ،
- وفي 29 نوفمبر سنة 1902 عين وكيلًا لمحكمة أسيوط الأهلية فرئيسًا لمحكمة قنا،
- وفي 28 يناير سنة 1905 عين رئيسًا لمحكمة الزقازيق فقاضيًا لمحكمة المنصورة المختلطة،
- وزيرًا للحقانية بتاريخ 21 مارس سنة 1919 في رئاسة محمد سعيد باشا، في وزارة يوسف وهبه باشا، وفي وزارتي صاحب الدولة محمد توفيق نسيم باشا الأولى والثانية، وقام بأعبائها للمرة الخامسة في رئاسة صاحب الدولة يحيى إبراهيم باشا.

## الرتب والنياشين
- الرتبة الثانية سنة 1892.
- المتمايز سنة 1908.
- الباشوية سنة 1915.
- المتمايز الرفيعة.
- منح المجيدي الخامس مع النجمة المصرية سنة 1883.
- المجيد الثالث في يوليو سنة 1911.
- النيل من الطبقة الثالثة سنة 1918.
- الوشاح الأكبر سنة 1919.